# Alfredo Benavides
Alfredo Benavides Gastello (Lima, 9 de abril de 1971) es un imitador, actor, comediante y conductor de televisión peruano.
Formó parte del elenco de Risas y salsa con tan solo 16 años de edad. Junto con sus hermanos Christian y Jorge, Alfredo participó en La paisana Jacinta y El especial del humor. 
Entre sus parodias destacan a Beto Ortiz y Ricardo Morán, y sus secuencias Yo soy, Experimentores y El valor de la verdad. También participó en eventos cirquences junto a Ricky Tosso.
Tras la separación con Jorge, participó en otros canales con Los cincorregibles, Por humor al Perú en TV Perú, el nuevo Risas y salsa, entre otros. Al regresar a Latina, tras animar Bienvenida la tarde, nació El niño Alfredito. Dicho personaje condujo el programa y realizó eventos en circos. Durante 2017, Alfredo volvió a trabajar con su hermano Jorge durante la primera temporada del programa de humor El wasap de JB, que incluyó esporádicamente las apariciones de El niño Alfredito en JB en ATV. Además, en el programa destacó la imitación de Beto Ortiz.

## Vida personal
Es padre de 4 hijos, dos de los cuales, Giacomo Benavides y Domenico Benavides, son presentadores del videopódcast para jóvenes Somos lo que somos. Es amigo de Gabriela Serpa, quien la convocó para integrarse en el elenco de su popular circo, y tuvo apariciones esporádicas junto a Benavides en JB en ATV al jugar su relación sentimental.
En 2021 la Fiscalía de Lima solicitó al Sétimo Juzgado de Investigación Preparatoria Nacional peruana 36 meses de prisión preventiva por la adquisición de un departamento mediante préstamo del exacalde de San Juan de Lurigacho Carlos Burgos, acusado de financiamiento ilícito. La solicitud fue infundada, en su lugar, recibió la orden de impedimento de salida de país durante ese tiempo. Con el caso Chibolín en 2024, se reveló que Elizabeth Peralta archivó la investigación, influencia por Andrés Hurtado.

## Televisión
- Risas y salsa (1990-1996) — Panamericana Televisión
- Los cincorregibles (1999-2000)  — Andina de Televisión[24]
- JB Noticias (2000-2001) — Frecuencia Latina
- La paisana Jacinta (2000-2002 / 2014-2015) — Frecuencia Latina
- Risas latinas (2000-2001) — Frecuencia Latina
- La alegría del mediodía (2002-2003) — Panamericana Televisión
- Risas en América (1997-1999, 2003) — América Televisión[25]
- Astros de la risa (2007-2008) — Panamericana Televisión[26]
- El gordo y el flaco (2008) — Panamericana Televisión
- El show de la movida (2009) — Panamericana Televisión[27]
- Por humor al Perú (2009-2010) — TV Perú
- Vidas extremas (2010) — Andina de Televisión, invitado especial[28]
- Risas y salsa... Nueva generación (2011) — Panamericana Televisión
- El especial del humor (2011-2014) — Frecuencia Latina[7]
- Bienvenida la tarde (2011-2015) — Frecuencia Latina
- JB en Willax (2016-2017) — Willax Televisión
- KG de risa (2016-2017) — Willax Televisión
- El wasap de JB (2017) — Latina Televisión
- El reventonazo de la chola (2018) - América Televisión
- Por que hoy es sábado con Andrés (2021) - Panamericana Televisión
- JB en ATV (2023-presente) - Andina de Television